# 修來館
修來館是中國清朝初期於福建漳州設置的一個機關，專門招降鄭氏東寧王朝的文武官員。

## 概要
1679年，延平王鄭經西征清國之際，閩浙總督姚啟聖依據鄭氏降將黃性震的建議，將在福建漳州衛改為「修來館」，由黃性震總管。
根據郭弘斌撰的《台灣人的台灣史》記載，修來館對前來降伏者，文武官保證其官職，士兵則保證或加入清軍或復員任其自由選擇，平民如留辮給銀五十兩、不留辮也給銀二十兩，凡來降者均給予官服、車騎或白銀。清廷更在修來館中將已投降者的名單公佈，最具有威力的是將仍在鄭氏王朝服務的文武官員姓名與職位也加以公佈在投降名單中。此措施使得東寧王朝內部陷入疑神疑鬼的狀況，受點名者無法自清。結果，只半年時間，投誠官員就達一千二百三十七人，士兵一萬一千六百三十九人。